# NGC 3795
NGC 3795 ist eine Spiralgalaxie vom Hubble-Typ Sbc mit ausgedehnten Sternentstehungsgebieten im Sternbild Großer Bär am Nordsternhimmel. Sie ist schätzungsweise 58 Millionen Lichtjahre von der Milchstraße entfernt und hat einen Durchmesser von etwa 35.000 Lichtjahren. Sie gilt als hellstes Mitglied der NGC 3795-Gruppe (LGG 244).
Im selben Himmelsareal befindet sich u. a. die Galaxie NGC 3757.
Das Objekt wurde am 18. März 1790 vom deutsch-britischen Astronomen Wilhelm Herschel entdeckt.

## NGC 3795-Gruppe (LGG 244)
| Galaxie   | Alternativname | Entfernung / Mio. Lj |
| --------- | -------------- | -------------------- |
| NGC 3757  | PGC 35955      | 59                   |
| NGC 3795  | PGC 36192      | 58                   |
| NGC 3838  | PGC 36505      | 62                   |
| PGC 35852 | UGC 6566       | 58                   |
| PGC 35900 | UGC 6575       | 58                   |
| PGC 36037 | UGC 6604       | 68                   |
| PGC 36066 | MK 1450        | 46                   |
| PGC 36137 | UGC 6616       | 55                   |